# Linton (North Dakota)
Linton er en amerikansk by og administrativt centrum for det amerikanske county Emmons County i staten North Dakota. I 2000 havde byen et indbyggertal på 1.321.
46°16′06″N 100°13′56″V / 46.2683°N 100.2322°V